# Hafenbahn Dresden
| König-Albert-Hafen und Hafenbahn auf einer Karte von 1904 |                      |                                            |                                            |
| Streckennummer: | 6608; sä. DEH        |                                            |                                            |
| Kursbuchstrecke: | -                    |                                            |                                            |
| Streckenlänge: | 4,531 km             |                                            |                                            |
| Spurweite: | 1435 mm (Normalspur) |                                            |                                            |
| Streckenklasse: | CM4                  |                                            |                                            |
| Maximale Neigung: | 7,69 ‰               |                                            |                                            |
| Minimaler Radius: | 200 m                |                                            |                                            |
| |                      |                                            |                                            |
| \| \| \| von Dresden Hbf \| \| \| \| 0,000 \| Dresden-Friedrichstadt \| Dresden-Friedrichstadt \| \| \| \| nach Berlin \| \| \| \| \| Hamburger Straße \| \| \| \| \| Anst \| \| \| \| \| Anst Total Deutschland (Tanklager Dresden) \| \| \| \| \| Hafengleise und Anst Schlachthof \| \| \| \| 3,150 \| Dresden Hafen \| Dresden Hafen \| \| \| \| Anst Dresdener Mühle \| \| \| \| \| \| \| \| \| \| Anst Bramsch \| \| \| \| \| Anst \| \| \| \| \| von Dresden-Altstadt \| \| \| \| 4,531 \| Dresden-Altstadt Elbufer \| 108 m \| \| \| \| \| \| |                      |                                            |                                            |
| Strecke |                      | von Dresden Hbf                            | von Dresden Hbf                            |
| Bahnhof | 0,000                | Dresden-Friedrichstadt                     | Dresden-Friedrichstadt                     |
| Abzweig geradeaus und nach links |                      | nach Berlin                                | nach Berlin                                |
| Strecke mit Straßenbrücke |                      | Hamburger Straße                           | Hamburger Straße                           |
| Abzweig geradeaus und ehemals von links |                      | Anst                                       | Anst                                       |
| Abzweig geradeaus und nach rechts |                      | Anst Total Deutschland (Tanklager Dresden) | Anst Total Deutschland (Tanklager Dresden) |
| Abzweig geradeaus und nach links |                      | Hafengleise und Anst Schlachthof           | Hafengleise und Anst Schlachthof           |
| Dienststation / Betriebs- oder Güterbahnhof | 3,150                | Dresden Hafen                              | Dresden Hafen                              |
| Abzweig geradeaus und nach rechts |                      | Anst Dresdener Mühle                       | Anst Dresdener Mühle                       |
| |                      |                                            |                                            |
| Abzweig geradeaus und nach rechts (Strecke außer Betrieb) |                      | Anst Bramsch                               | Anst Bramsch                               |
| Abzweig geradeaus und nach links (Strecke außer Betrieb) |                      | Anst                                       | Anst                                       |
| Abzweig geradeaus und von rechts (Strecke außer Betrieb) |                      | von Dresden-Altstadt                       | von Dresden-Altstadt                       |
| Dienststation / Betriebs- oder Güterbahnhof (Strecke außer Betrieb) | 4,531                | Dresden-Altstadt Elbufer                   | 108 m                                      |
| |                      |                                            |                                            |

Die Hafenbahn Dresden war eine nur dem Güterverkehr dienende Nebenbahn im Stadtgebiet der sächsischen Landeshauptstadt Dresden, die heute nur noch teilweise als Bahnhofsnebengleis des Bahnhofs Dresden-Friedrichstadt betrieben wird. Sie wurde im Jahr 1893 durch die Kgl. Sächsischen Staatseisenbahnen zur Anbindung des neu erbauten König-Albert-Hafens in Betrieb genommen.

## Geschichte

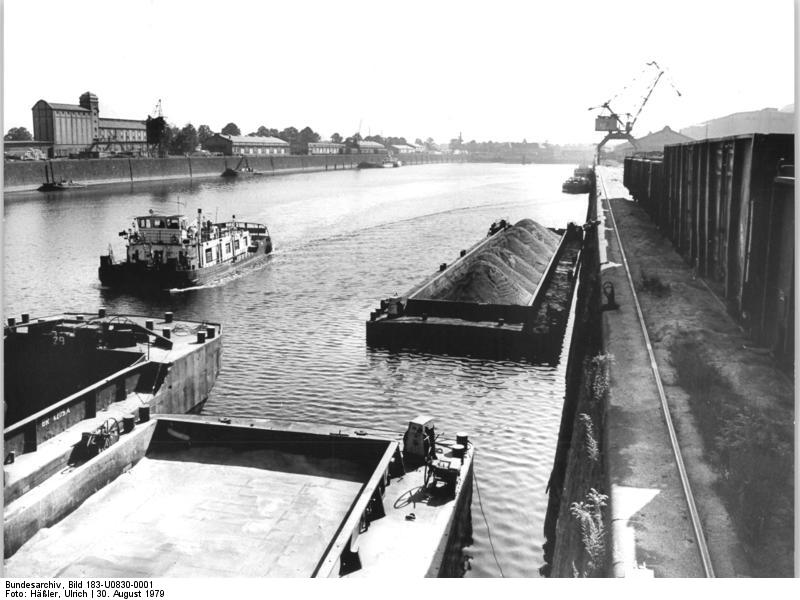
Mit Kies beladene Lastkähne im Dresdner Hafen (1979)

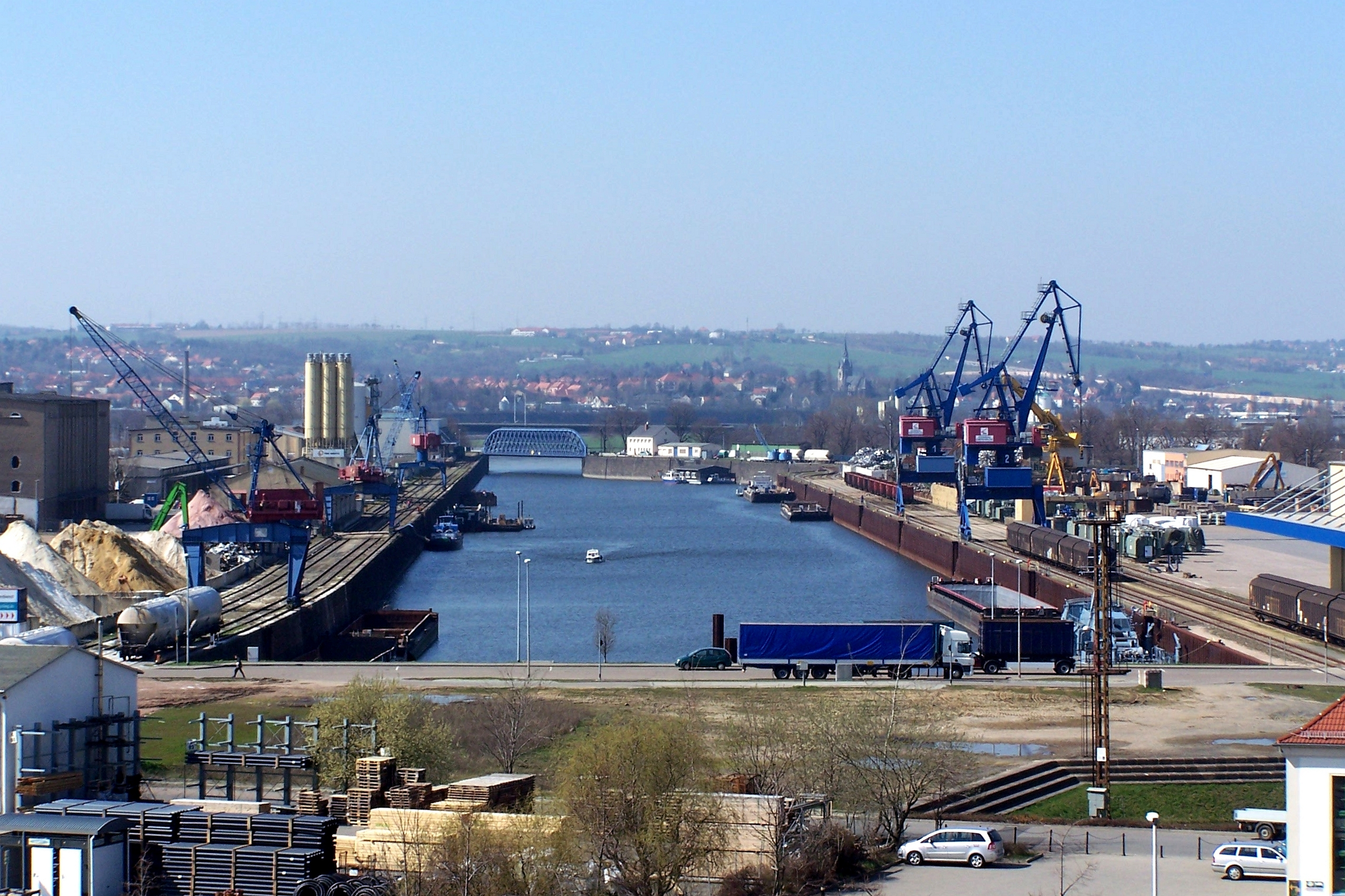
Der Dresdner Alberthafen heute: Links und rechts des Hafenbeckens befinden sich Ladegleise, im Hintergrund die Brücke über die Hafeneinfahrt (2009)

In den Jahren 1891 bis 1895 entstand in der Dresdner Friedrichstadt – im Süden des Großen Ostrageheges – der Dresdner Alberthafen als einer der größten Binnenhäfen Deutschlands jener Zeit. Die Anbindung an das Eisenbahnnetz erfolgte durch eine „Secundärbahn“, die am heutigen Bahnhof Dresden-Friedrichstadt beginnt. Die Strecke wurde am 1. August 1893 eröffnet und zunächst als Anschlussgleis zur Baustelle genutzt. Der Hafen selbst wurde im Winter 1894/95 erstmals zur Überwinterung von Schiffen genutzt, voll ausgebaut ging er am 1. November 1896 in Betrieb.
Eine Erweiterung der Hafenbahn führte bis zu den alten Hafenanlagen am Altstädter Elbufer, welche auch nach Eröffnung des neuen Alberthafens weiter in Betrieb blieben. Dort – am Bahnhof Dresden-Altstadt Elbufer – bestand Anschluss an die Elbezweigbahn, die ursprünglich von der Albertsbahn AG als Teil ihres Kohlebahnnetzes errichtet worden war.
Im Jahr 1930 wurden im Alberthafen insgesamt 465.000 Tonnen Fracht zwischen Bahn und Schiff umgeladen. Diese Menge blieb bis zur politischen Wende im Osten Deutschlands 1989/1990 weitgehend konstant. In den 1970er und 1980er Jahren erreichten oft Ganzzüge mit Kies von Ottendorf-Okrilla Nord den Hafen, der dort auf das Binnenschiff umgeschlagen wurde.
In den Jahren 1991 und 1992 sank das Verkehrsaufkommen auf der Hafenbahn auf einen absoluten Tiefpunkt. Der Bahnhof Dresden-Altstadt Elbufer wurde mangels Bedarfes nun nicht mehr bedient, das dorthin führende Streckengleis Mitte der 1990er Jahre abgebaut. Im Dresdner Hafen selbst nahm der Verkehr ab 1993 wieder zu. Es wurden jetzt vor allem Baustoffe wie Zement und Kies, aber auch Großcontainer umgeladen. Im Jahr 1993 erreichte der Umschlag im Hafen einen Umfang von 750.000 Tonnen Fracht.
Am 22. November 1996 wurde die noch verbliebene Strecke bis Dresden Hafen per Bescheid des Eisenbahnbundesamtes zu einem Nebengleis des Bahnhofes Dresden-Friedrichstadt erklärt. Seitdem wurde das Stellwerk im Hafen offen gelassen und zum Ortsstellbereich erklärt. Sämtlicher Bahnverkehr als Rangierfahrt wurde bereits schon in den 1970er Jahren eingeführt.
Seit 1998 hat die private ITL Eisenbahngesellschaft ihren Firmensitz im Dresdner Alberthafen.

## Streckenbeschreibung

### Verlauf

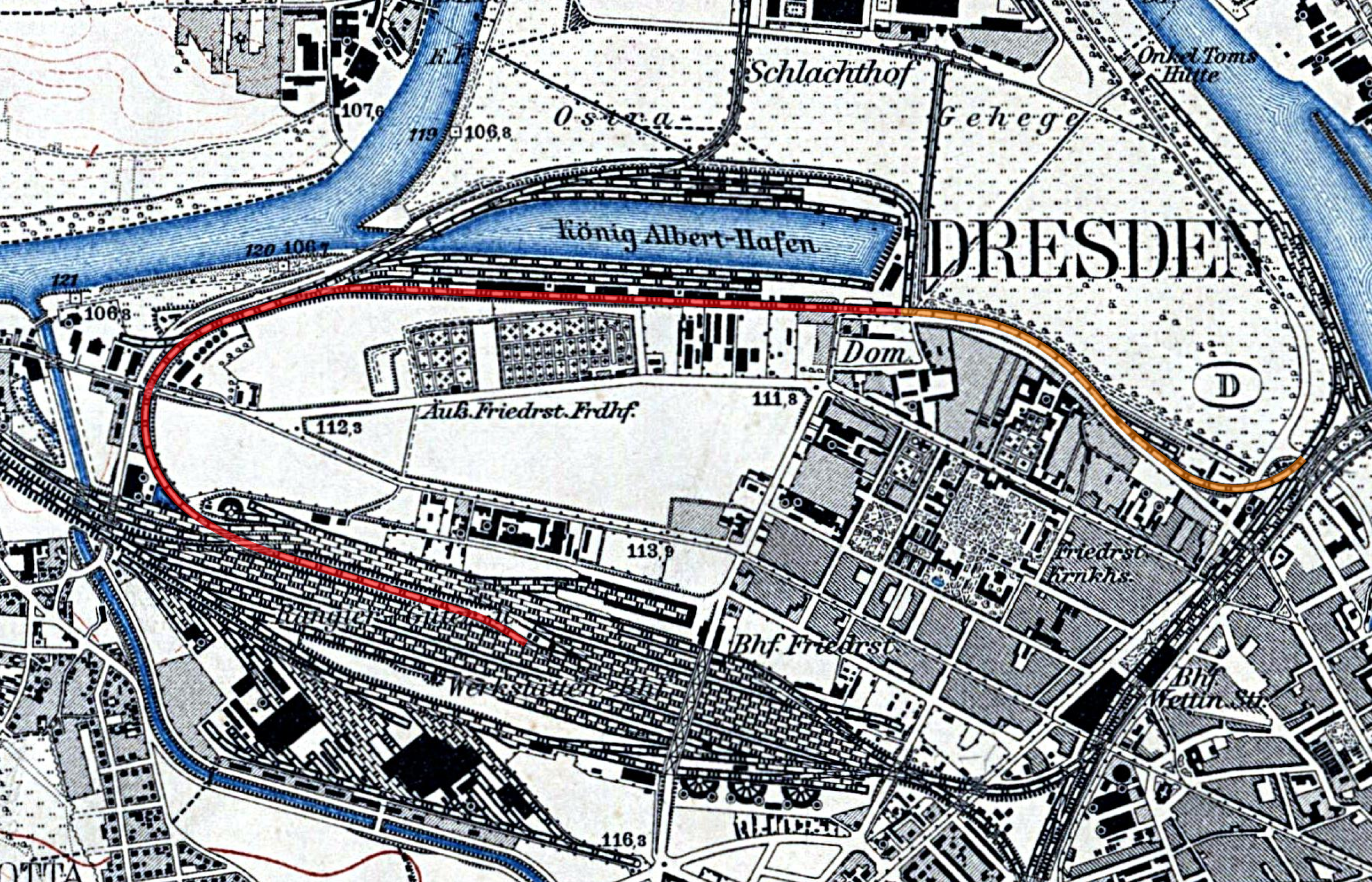
Strecke in einer Karte von 1910, heute stillgelegter Teil orange.

Die Hafenbahn beginnt an der Westseite des Bahnhofes Dresden-Friedrichstadt. Sie ist dort über die Streckengleise der Bahnstrecke Berlin–Dresden an die Ein- und Ausfahrgruppe des Rangierbahnhofes eingebunden. In einem 180°-Rechtsbogen führt das Gleis am ehemaligen Bahnbetriebswerk Dresden-Friedrichstadt vorbei, unterquert die Hamburger Straße (vor deren Kreuzung mit dem unmittelbar danach zur Flügelwegbrücke führenden Flügelweg) und erreicht den Hafenbahnhof südlich des Hafenbeckens. Ein abzweigendes Gleis überquert auf der Hafenbrücke, einer markanten Eisenfachwerk-Konstruktion, die Hafeneinfahrt und führt zu den nördlich des Hafenbeckens gelegenen Ladegleisen. Die heute abgebaute weitere Strecke zum Altstädter Elbufer verlief entlang der Magdeburger Straße und mündete nahe der ehemaligen Zigarettenfabrik „Yenidze“ in die von Dresden-Altstadt kommende Elbezweigbahn ein.

### Betriebsstellen
Dresden-Friedrichstadt

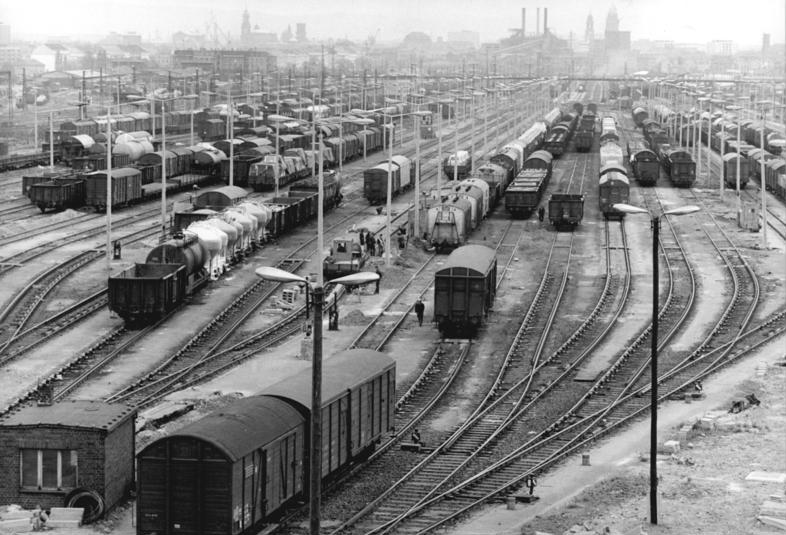
Bahnhof Dresden-Friedrichstadt (1980)

Der Bahnhof Dresden-Friedrichstadt gehört zu den größten Rangierbahnhöfen Deutschlands. Er ist der Ausgangspunkt der Hafenbahn.
Dresden Hafen

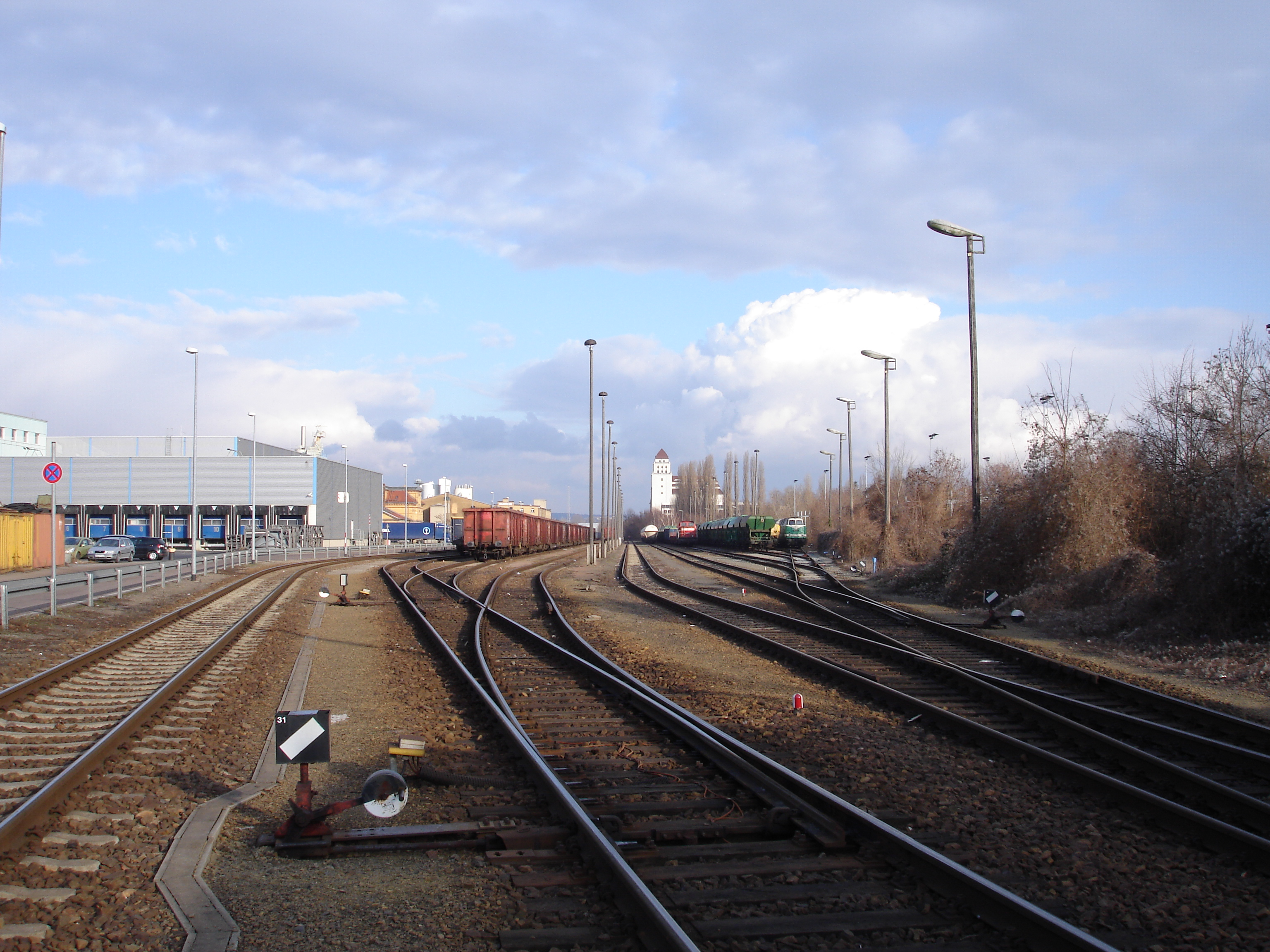
Bahnhof Dresden Hafen (2010)

Der Bahnhof Dresden Hafen (früher: Dresden König Albert-Hafen) befindet sich südlich des Hafengeländes. Die neungleisige Anlage ist auch heute noch in vollem Umfang als Güterbahnhof in Betrieb. Als selbstständige Betriebsstelle wurde der Bahnhof 1996 aufgelassen.
Dresden-Altstadt Elbufer
Der Bahnhof Dresden-Altstadt Elbufer wurde bereits im Jahr 1855 durch die Albertsbahn AG als Teil ihrer Elbezweigbahn in Betrieb genommen. Er befand sich am Elbufer in der Dresdner Altstadt und diente dort ursprünglich der Kohleverladung. Der funktionslos gewordene Bahnhof wurde um 1990 aufgelassen. Heute befindet sich an seiner Stelle ein Parkplatz für Touristenbusse. Mehrmals im Jahr wird das Areal auch von der Dresdner Vogelwiese als Festplatz genutzt.

### Anschlussbahnen
Total Deutschland (Tanklager Dresden)
Das heutige Tanklager der Total Deutschland GmbH an der Hamburger Straße besteht seit Ende der 1920er Jahre. Die Anschlussbahn des Betriebes zweigt unmittelbar nach der Unterführung Hamburger Straße aus der Hafenbahn ab.
Städtischer Vieh- und Schlachthof
Der Städtische Vieh- und Schlachthof wurde zwischen 1906 und 1910 im Ostragehege jenseits der Flutrinne errichtet. Die Anschlussbahn begann an den nördlichen Hafengleisen und überquerte die Flutrinne auf einer eigenen Brücke. Mit der Stilllegung des Schlachthofes im Jahr 1995 wurde auch die Anschlussbahn aufgelassen. Heute ist sie abgebaut.

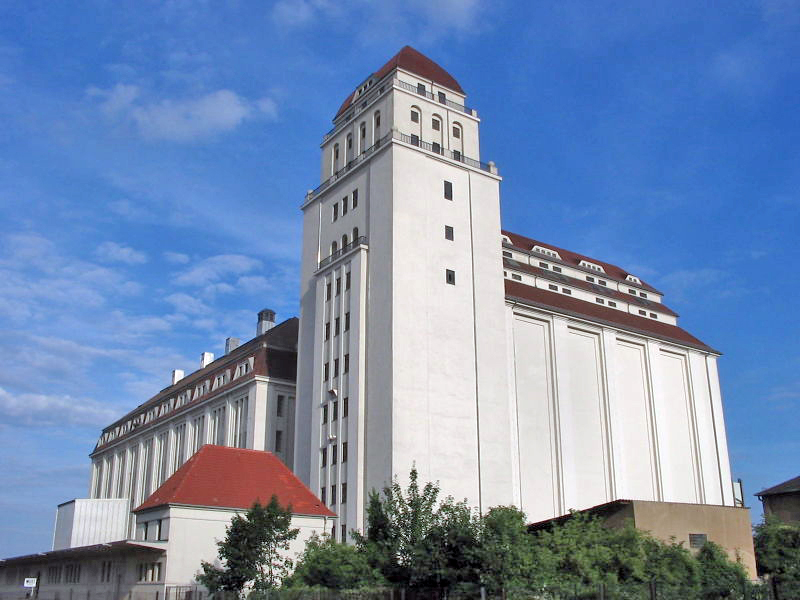
Dresdener Mühle
Die Dresdener Mühle wurde in den Jahren 1912 bis 1914 als „Bienert'sche Hafenmühle“ am südöstlichen Ende des Hafenbeckens errichtet. Das noch vorhandene Anschlussgleis liegt am derzeitigen Streckenende der Hafenbahn. Es wird nur noch selten bedient.
Bramsch
Die 1820 gegründete Spirituosen- und Backhefefabrik Bramsch gehörte zu den traditionsreichsten Unternehmen Dresdens. Das kurze, heute nicht mehr bestehende Anschlussgleis wurde erst nach dem Ersten Weltkrieg eingerichtet.